# Johann von Oppeln-Bronikowski
Johann von Oppeln-Bronikowski (auch: Bronikovsky, poln. Jan Oppeln-Bronikowski, * 1678/1679/1680 in Kunowo bei Samter, Großpolen; † 1765 in Potsdam) – schwedischer und polnischer Offizier, preußischer Generalmajor, Ritter des Ordens Pour le Mérite.

## Leben
Bronikowski entstammte der alten, sehr verzweigten deutsch-polnischen adeligen Familie Oppeln-Bronikowski, die in Großpolen und der Neumark begütert war. Sein Vater Sigismund war schwedischer Major. Im Alter von 15 Jahren trat auch Johann in schwedische Dienste und verbrachte sieben Jahre in Schwedisch-Pommern, danach wechselte er zur polnischen Arme über und diente dort 14 Jahre. 1725 erhielt er vom König Friedrich Wilhelm I. den Auftrag, das erste preußische Husaren-Regiment zu organisieren und trat als Rittmeister in die preußische Armee ein. Im Jahre 1729 errichtete er das erste selbständige Husaren-Korps und wurde zum Major befördert. In den Jahren 1730 und 1731 unternahm Bronikowski viele Reisen nach Polen und Ungarn, um dort Pferde für die preußische Kavallerie einzukaufen. In den nächsten neun Jahren kommandierte er Husaren, die an der preußisch-polnischen Grenze standen und wurde 1740 zum Oberst befördert. Während der Schlesischen Kriege zeichnete er sich in der Schlacht bei Tschaslau aus, erhielt den Orden Pour le Mérite und wurde zum Generalmajor ernannt. Während der Schlacht bei Hohenfriedeberg befehligte er die Reserve der Kavallerie. 1747 wurde er mit einem Ehrengehalt von 600 Talern verabschiedet. Wegen seiner Verdienste bei der Ausbildung und Organisation der ersten preußischen Husaren wurde er Urhusar oder Stammvater der Husaren genannt. Später (nach der Schlacht bei Torgau) nannte man auch Zieten Husarenvater. In der Allgemeinen Deutschen Biographie heißt es: „… ist der preußischen Husaren ‚Stammvater‘ und repräsentirt deren schwedisch-polnisches Urelement. Leider fehlt sein Name auf den Ehrentafeln am Fuß der Berliner Reiterstatue Friedrichs des Gr.“